# Jerzy Sienkiewicz (historyk sztuki)

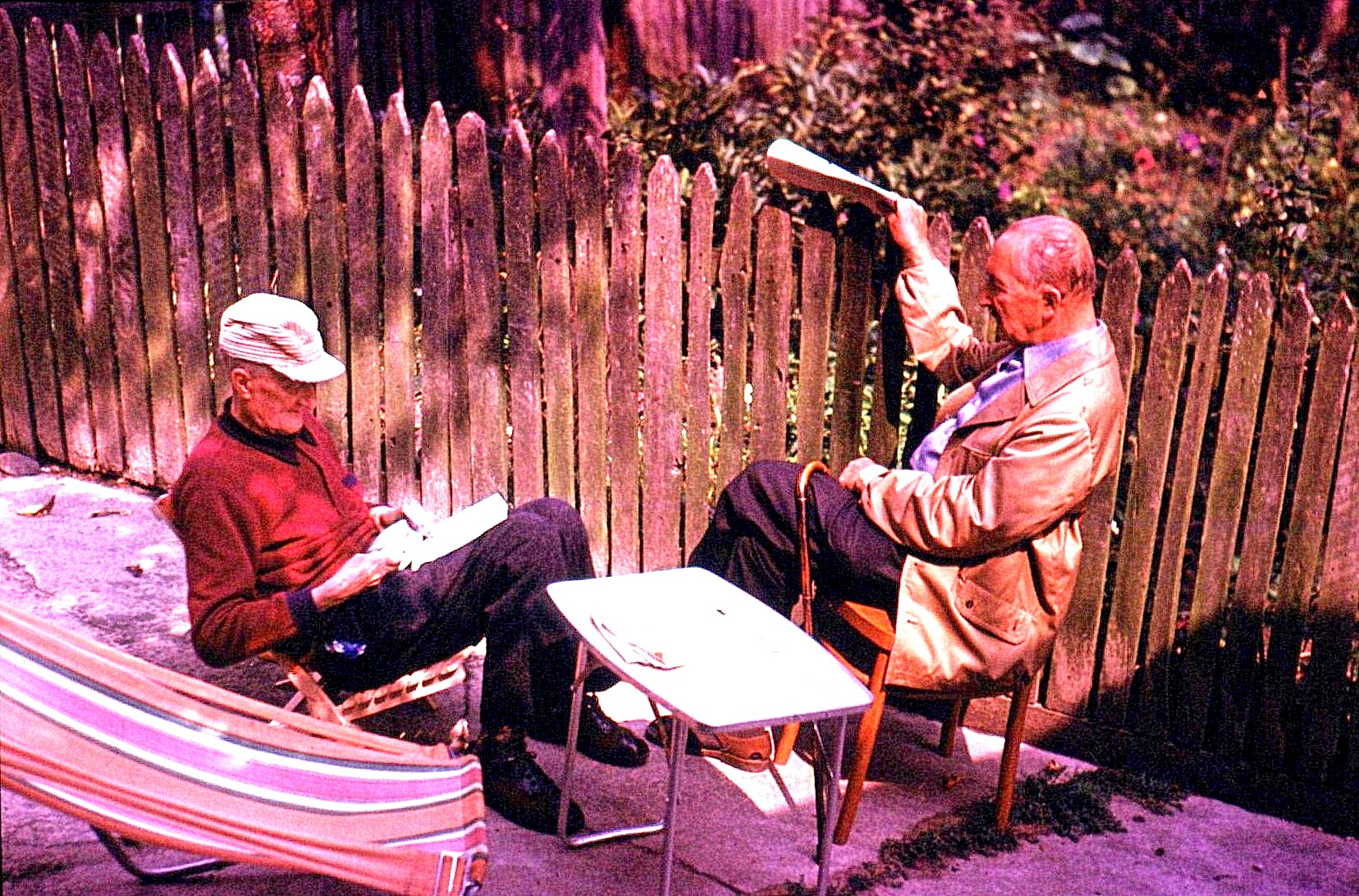
Maciej Masłowski (z lewej) i Jerzy Sienkiewicz (z prawej), wakacje letnie, Nur nad Bugiem, 1974

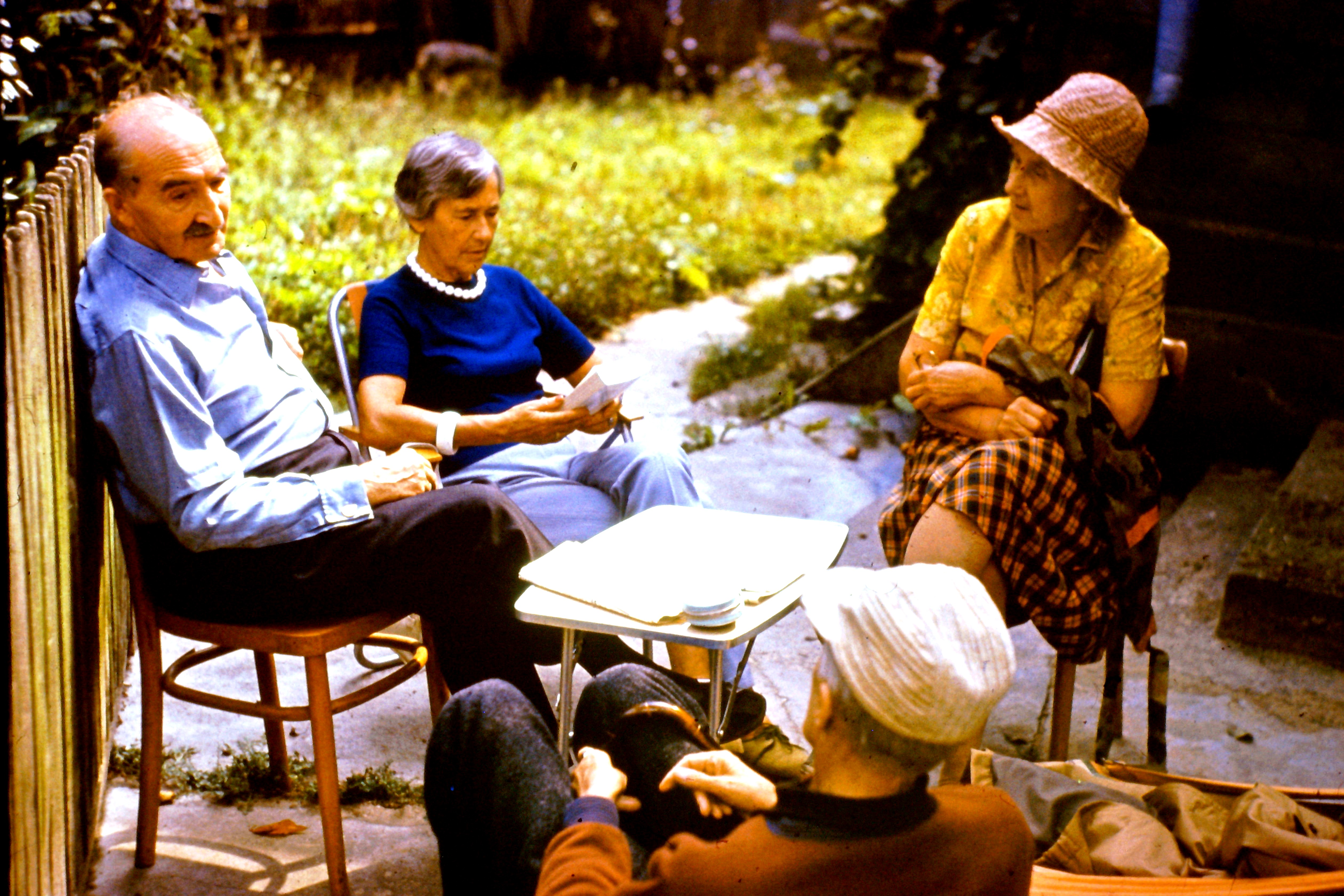
Wizyta wakacyjna Anny i Jerzego Sienkiewiczów u rodziny Masłowskich, Nur, Jerzy Sienkiewicz (po lewej), jego żona Anna z Podoskich primo voto Połujan (pośrodku), Halina Masłowska (z prawej), zdjęcie z około 1975

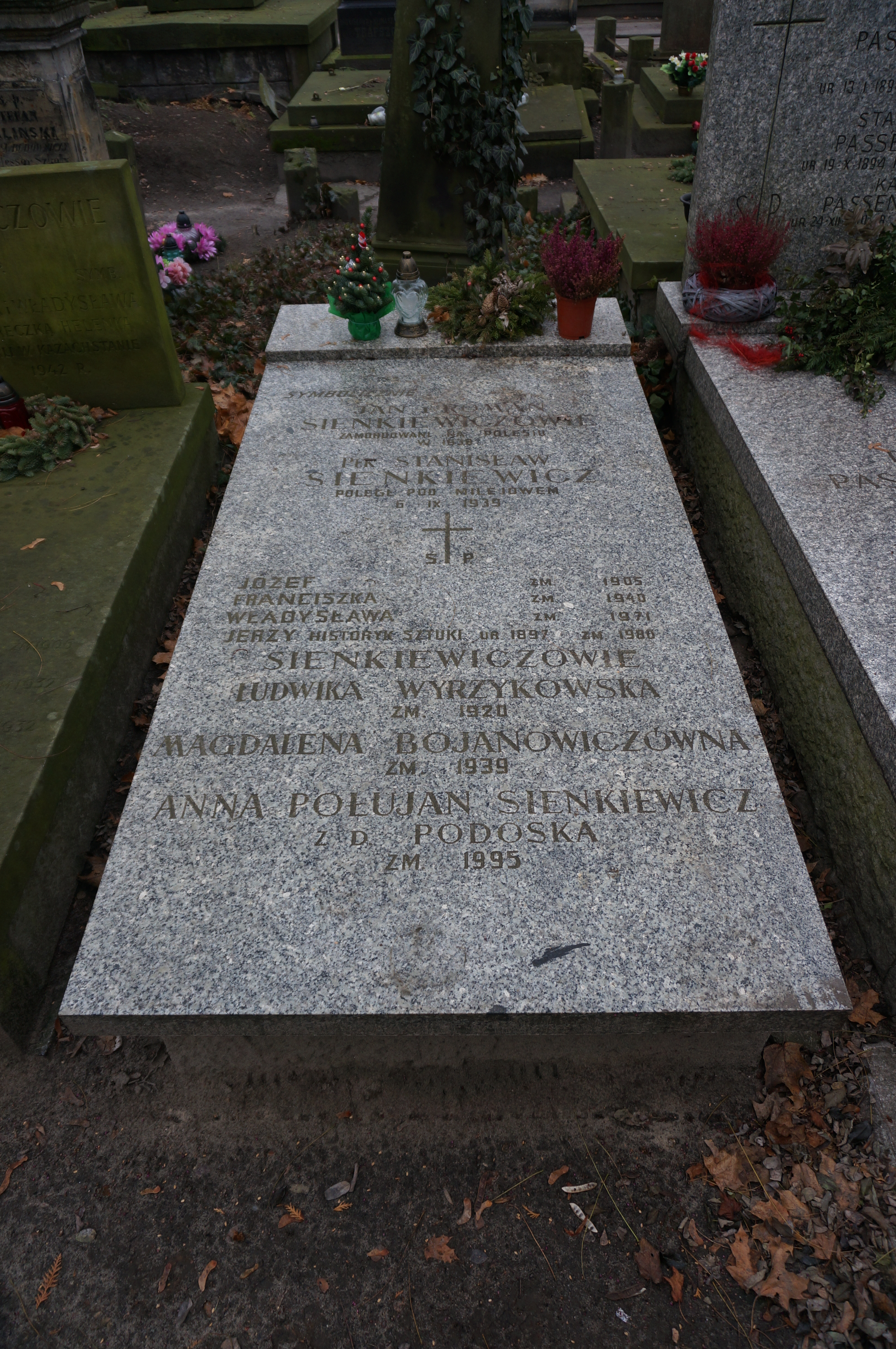
Grób rodziny Sienkiewiczów, w tym Jerzego Sienkiewicza i Stanisława Sienkiewicza (grób symboliczny), na cmentarzu Powązkowskim w Warszawie

Jerzy Sienkiewicz (ur. 16 marca?/28 marca 1897 w Brześciu nad Bugiem, zm. 9 listopada 1980 w Warszawie) – polski historyk sztuki, kustosz Galerii Malarstwa Polskiego w Muzeum Narodowym w Warszawie i profesor w Państwowym Instytucie Sztuki przekształconym następnie w Instytut Sztuki Polskiej Akademii Nauk w Warszawie.

## Życiorys
Urodził się 28 marca 1897 w Brześciu nad Bugiem w zubożałej rodzinie szlacheckiej. Jego rodzicami byli pracujący w kolejnictwie Józef (zm. 1905) i nauczycielka Franciszka Seweryna z Wyrzykowskich (zm. 1940), a jednym z braci Stanisław Sienkiewicz.
Do roku 1915 był uczniem Gimnazjum Mariana Rychłowskiego w Warszawie. Maturę zdał w 1917 w Moskwie w polskiej szkole Centralnego Komitetu Obywatelskiego. Studia wyższe podjął na wydziale filologii uniwersytetu moskiewskiego. W następnych latach jego studia zostały przerwane przez wydarzenia wojenne. Już na wakacjach 1915 roku na Polesiu zatrzymano go pod zarzutem szpiegostwa, wywieziono i osadzono w cytadeli w Kijowie, skąd po zwolnieniu pojechał do Moskwy, aby podjąć wspomniane studia. W działalności patriotycznej Sienkiewicz uczestniczył już przed wybuchem I wojny światowej w organizacji niepodległościowej „Zarzewie”, a po jej wybuchu – także w Polskiej Organizacji Wojskowej. W 1917 roku wstąpił do I Korpusu gen. Józefa Dowbora-Muśnickiego w służbie kurierskiej. W 1920 roku – powróciwszy do kraju – uczestniczył w wojnie polsko-bolszewickiej (awansował do stopnia porucznika w 7 Pułku Ułanów Lubelskich). Lata 1922–1923 znowu spędził w Moskwie – tym razem jako referent muzealny Polskiej Komisji Rewindykacyjnej, biorąc udział w rewindykacji dzieł sztuki zagrabionych przez zaborcę rosyjskiego. Powróciwszy do kraju podjął studia z historii sztuki na Uniwersytecie Warszawskim – łącząc je z pracą zawodową w Dyrekcji Zbiorów Państwowych w charakterze kierownika inwentaryzacji dzwonów zabytkowych (1924–1926).
Studia zakończył w 1928 roku uzyskując stopień doktora na podstawie pracy: Antoni Brodowski 1784–1832. Jej promotorem był prof. Zygmunt Batowski. W latach 1926–1930 był Sienkiewicz asystentem prof. Batowskiego na Uniwersytecie Warszawskim (prowadził w tym czasie ćwiczenia ze wstępu do historii sztuki).
W latach 1930–1932 i w 1935 uzupełniał swą wiedzę, podróżując za granicę – do Francji, Niemiec, Holandii, Belgii (jako stypendysta Min. WRiOP). Dzięki temu poznał wybitnych polskich malarzy, zwłaszcza przebywających w tym czasie we Francji Olgę Boznańską i Tadeusza Makowskiego. Rezultatem studiów nad twórczością tego artysty była zorganizowana przez Sienkiewicza w 1936 roku wystawa prac Tadeusza Makowskiego. W następnych latach kontynuował zainteresowanie Makowskim, gromadząc materiały do jego twórczości z zamiarem ich publikacji (nie zrealizowanym). W latach 1933–1937 był referentem sztuk plastycznych w Wydziale Sztuki Min. WRiOP. W okresie poprzedzającym wybuch wojny pracował również jako pedagog w Szkole Sztuk Pięknych im. W. Gersona (w latach 1935–1936), na kursach wakacyjnych w Krzemieńcu i dla cudzoziemców w Zakopanem (1937–1939).
Jego właściwym powołaniem okazała się jednak muzeologia na polu współpracy z warszawskim Muzeum Narodowym. Z końcem 1935 roku wszedł tam w skład Rady Muzealnej. W wyniku współpracy z nowym dyrektorem tego muzeum Stanisławem Lorentzem objął od 1937 roku obowiązki kustosza utworzonej przez siebie Galerii Malarstwa Polskiego (poczynając od okresu Stanisława Augusta Poniatowskiego). Dzięki jego koncepcji publiczność warszawska mogła poznać twórczość najwybitniejszych polskich malarzy epoki romantyzmu i realizmu: Antoniego Brodowskiego, Piotra Michałowskiego, Henryka Rodakowskiego, braci Maksymiliana i Aleksandra Gierymskich, a także końca XIX i początku XX stulecia – Olgi Boznańskiej, Józefa Pankiewicza, Władysława Ślewińskiego, Witolda Wojtkiewicza, Tadeusza Makowskiego, Zygmunta Waliszewskiego. W latach bezpośrednio poprzedzających wybuch II wojny światowej zasłużył się szczególnie ekspozycją twórczości Artura Grottgera w 1938 roku i pionierską wystawą dzieł Adama Chmielowskiego (Brata Alberta) w 1939 roku.
Z nadejściem okupacji niemieckiej nie przerwał współpracy z Muzeum Narodowym, uczestnicząc w zabezpieczaniu i inwentaryzacji zbiorów. W 1940 roku przenosił do muzeum zbiory Towarzystwa Zachęty Sztuk Pięknych, w którego gmachu władze okupacyjne utworzyły „Dom Kultury Niemieckiej”. Pod jego kierunkiem zabezpieczano również kolekcję Raczyńskich z Rogalina i dzieła sztuki należące do osób prześladowanych przez władze okupacyjne. Od roku 1942 Sienkiewicz brał udział w podziemnej działalności tajnego Uniwersytetu Warszawskiego, wykładając historię malarstwa.
Równolegle angażował się w konspiracji politycznej (pod pseudonimem Romuald Poczapowski) w Departamencie Oświaty i Kultury Delegatury Rządu na Kraj. Zaangażowany był także w Wydziale Bezpieczeństwa i Kontrwywiadu Komendy Głównej Armii Krajowej w referacie «999» (znanym pod kryptonimem „Korweta”), do którego należało m.in. gromadzenie danych o działalności organizacji komunistycznych (pod kierunkiem grafika prof. Stanisława Ostoi-Chrostowskiego i kolegi – historyka sztuki prof. Michała Walickiego). Na potrzeby działalności konspiracyjnej udostępniał swe mieszkanie w Warszawie przy ul. Nowogrodzkiej 44 m. 3, a następnie w Milanówku (w 1944 r.).
Po wojnie Sienkiewicz wznowił pracę w warszawskim Muzeum Narodowym, kontynuując ją do aresztowania w przez władze ówczesnego reżimu komunistycznego w 1949 roku. W tym okresie m.in. pracował (wespół z Juliuszem Gomulickim i Zofią Rothertową) nad twórczością plastyczną Cypriana Norwida. Pokłosiem tych studiów była wystawa prac Norwida opatrzona katalogiem i opracowanie pt. „Norwid – malarz” (w pracy zbiorowej Pamięci Cypriana Norwida, 1946). Aresztowany w 1949 roku przez władze reżimu komunistycznego, wraz m.in. z prof. Michałem Walickim, skazany został na cztery lata więzienia pod zarzutem rzekomej kolaboracji z okupantem niemieckim. Wyrok spędził w więzieniu mokotowskim w Warszawie, aż do zwolnienia w 1953 roku.
Po uwolnieniu z więzienia powrót do pracy w Muzeum Narodowym w Warszawie był dla niego zamknięty. Podjął natomiast współpracę z ówczesnym Państwowym Instytutem Sztuki (PIS) w Warszawie, przekształconym później (1959) w Instytut Sztuki Polskiej Akademii Nauk i z Muzeum Narodowym w Poznaniu. We wspomnianym PIS otrzymał (z inicjatywy ówczesnego jego dyrektora prof. Juliusza Starzyńskiego) zlecenie przygotowania wystawy rysunku polskiego. Została ona otwarta w Muz. Narodowym w Poznaniu w 1954 roku. Jej pokłosiem była wydana później praca J. Sienkiewicza Rysunek Polski od Oświecenia do Młodej Polski (wyd. „Arkady”, Warszawa 1970).
W poznańskim Muzeum Narodowym w latach 1955–1957 pracował w charakterze kustosza Gabinetu Rycin. W 1955 roku został zaangażowany na stałe do PIS w Warszawie początkowo na stanowisku adiunkta, a następnie (1957) kierownika Pracowni Historii Sztuki XIX w. i zastępcy kierownika Zakładu Teorii i Historii Sztuki z tytułem profesora nadzwyczajnego. Pracując tam, zajmował się przede wszystkim twórczością Piotra Michałowskiego. Wynikiem tych studiów była otwarta w 1956 roku wystawa prac Michałowskiego i wydana w 1959 roku nakładem Oficyny Wydawniczej „Auriga” obszerna, bogato ilustrowana praca Piotr Michałowski. Pracę w Instytucie Sztuki Polskiej Akademii Nauk Sienkiewicz kontynuował do końca 1966 roku, by w roku następnym przejść na emeryturę.
Oprócz studiów nad plastyką polską XIX i XX stulecia, Sienkiewicz dzięki swemu doświadczeniu muzeologa mógł uprawiać działalność ekspercką, za którą był wysoce ceniony.
W styczniu 1976 roku podpisał list protestacyjny do Komisji Nadzwyczajnej Sejmu PRL przeciwko zmianom w Konstytucji Polskiej Rzeczypospolitej Ludowej (Memoriał 101).
Zmarł 9 listopada 1980 w Warszawie, a jego grób znajduje się na warszawskim cmentarzu Powązkowskim (kwatera N-3-16).

## Życie prywatne
Był dwukrotnie żonaty: z Władysławą Owczarską (w 1941 roku) i z Anną Podoską (w 1975 roku) zmarłą (w rezultacie wypadku ulicznego) w 1995 roku, siostrą Wiktora, wdową po ppor. Józefie Połujanie (zamordowanym w Katyniu w 1940 roku), która po zesłaniu na Syberię przez reżim komunistyczny powróciła do kraju po wojnie. Jego dziećmi z pierwszego małżeństwa byli: Jacek Stanisław (ur. 1943) i Jan Tomasz (ur. 1948). Jego rodzeństwem byli: brat Jan, dyrektor Banku Ziemskiego w Pińsku (zginął ze swym synem Romanem w 1939 roku), siostra Irena, nauczycielka, zamężna Dąbrowska (po śmierci męża wstąpiła do zakonu), brat Stanisław, dowódca 76. Lidzkiego Pułku Piechoty (poległ 6 września 1939 roku w bitwie w Longinówce koło Piotrkowa Trybunalskiego, pochowany w Milejowie) i brat Tadeusz (pracownik Towarzystwa „Ruch”, a po wojnie Elektrowni Warszawskiej).
Jego kuzynem był działacz niepodległościowy i adwokat Władysław Siła-Nowicki.

## Ordery i odznaczenia
- Krzyż Niepodległości (28 grudnia 1933)[12]
- Krzyż Kawalerski Orderu Odrodzenia Polski (29 października 1947)[13]
- Krzyż Walecznych
- Złoty Krzyż Zasługi[14]
- Medal Pamiątkowy za Wojnę 1918–1921[14]
- Krzyż Oficerski Orderu Leopolda II (Belgia)[15]

## Ważniejsze publikacje
- Malarstwo warszawskie pierwszej połowy XIX wieku – pamiętnik wystawy, opracował Jerzy Sienkiewicz, wyd. Instytut Propagandy Sztuki, Warszawa 1936.
- Pamięci Artura Grottgera – w setna̜ rocznice̜ urodzin, wyd. Muzeum Narodowe w Warszawie, Warszawa 1938.
- Katalog Galerii Malarstwa Polskiego, opracował Jerzy Sienkiewicz, wyd. Muzeum Narodowe w Warszawie, Warszawa 1938.
- Adam Chmielowski, Brat Albert – katalog wystawy, opracował Jerzy Sienkiewicz, wyd. Muzeum Narodowe w Warszawie, Warszawa 1939.
- Uwagi o książce K. Molendzińskiego „Wojciech Gerson”, wyd.?, Warszawa 1946.
- Malarze polscy połowy XIX wieku – katalog wystawy objazdowej, zorganizowanej w stulecie Wiosny Ludów, oprac. Jerzy Sienkiewicz, Janina Ruszczycówna, wyd. Średnia Szkoła Graficzna Towarzystwa Salezjańskiego, Warszawa 1948.
- Piotr Michałowski, opracowali – wstęp: Jerzy Sienkiewicz; obrazy olejne i akwarele (wybór i układ): Jerzy Zanoziński; rysunki (wybór i układ): Jerzy Sienkiewicz; spis ilustracji: Janusz Michałowski, wyd. Auriga, Warszawa 1959.
- Zapomniany list Chopina – (Fryderyk Chopin i Piotr Michałowski), PWN, Warszawa 1963.
- Rysunek polski od Oświecenia do Młodej Polski, [w:] Z prac Instytutu Sztuki Polskiej Akademii Nauk, redakcja naukowa Andrzej Ryszkiewicz, katalog opracował Janusz Derwojed, „Arkady”, Warszawa 1970.
- Bedeutende Gemälde polnischer Meister von Jerzy Sienkiewicz, wyd. Wien Kunst und Antiquitäten Czesław Bednarczyk, Wiedeń 1969;
- Jan Cybis – życie i dzieło, Wydawnictwo Artystyczno-Graficzne, Katowice 1974.